# Ernst Graupner

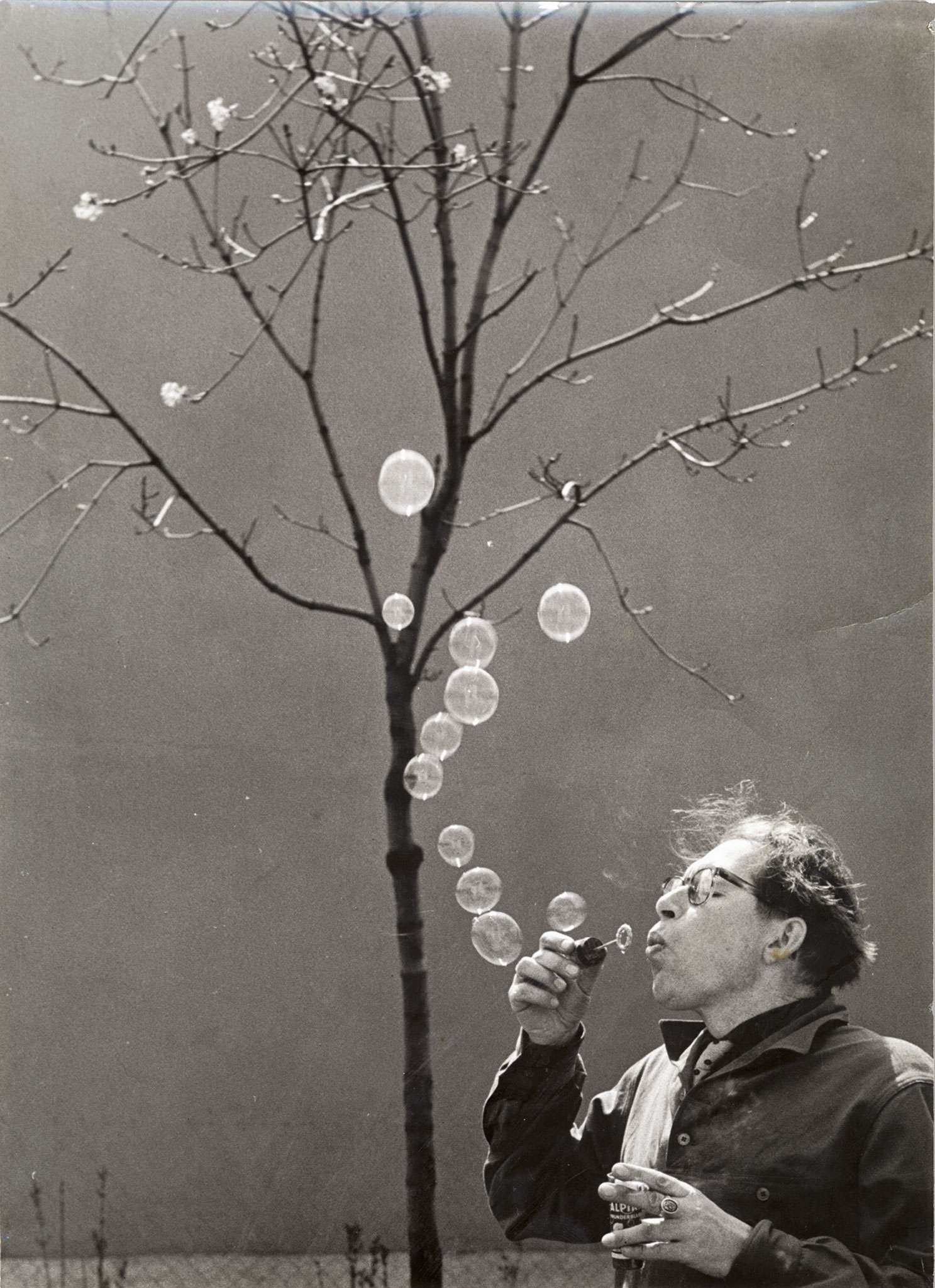
Ernst Graupner

Ernst Graupner (* 22. Dezember 1917 in Ingolstadt; † 25. Januar 1989 in München) war ein deutscher Maler.

## Leben
Ernst Graupner kam 1917 in Ingolstadt als drittältestes von sechs Kindern des Verwaltungsinspektors Franz Graupner und der Hausfrau Elsa Graupner, geborene Scharf, zur Welt. Seine ersten künstlerischen Impulse erhielt er am humanistischen Reuchlin-Gymnasium in Ingolstadt durch den Zeichenlehrer Wilhelm Krauß. Mit seinem Mitschüler Knut Schnurer verband ihn Zeit seines Lebens eine enge Künstlerfreundschaft. Von 1939 bis 1944 studierte er an der Akademie der Bildenden Künste München bei Hermann Kaspar und Julius Heß. Dort lernte er die Schweizer Textilkünstlerin Annemarie Baumgartner (Enkelin des Schweizer Aquarellisten Christian Baumgartner) kennen, die er 1953 heiratete. Ab 1945 arbeitete er als freischaffender Künstler in München. Gemeinsam mit dem befreundeten Münchner Architekten Hans Maurer baute das Ehepaar 1953 ein Atelierhaus in München-Nymphenburg. 1954 wurde der gemeinsame Sohn Stefan geboren. Am 25. Januar 1989 starb Ernst Graupner in München.

## Werk
Graupner hat ein umfangreiches Werk von Zeichnungen, Gemälden und Hinterglasbildern hinterlassen. Sein Stil wurde zunächst geprägt vom Fauvismus, Expressionismus und Kubismus. Seine künstlerische Auseinandersetzung galt dabei stets dem Figürlichen. In den letzten zwanzig Jahren seines Lebens wandte er sich vermehrt der Zeichnung zu und fand dadurch ein Medium, mit dem er das Ausloten des Unbewussten unmittelbar in eine Bildsprache umsetzen konnte, die kennzeichnend für sein Œuvre wurde. Es entstanden zahlreiche Wandbilder in öffentlichen Gebäuden (Sparkasse, Kindergarten, Bundespost), zuletzt 1982 im Klinikum Ingolstadt.

## Auszeichnungen
- 1971: Bundesverdienstkreuz 1. Klasse
- 1972: Kunstpreis der Landeshauptstadt München (Seerosenpreis)

## Ausstellungen
- Einzelausstellungen u. a. in München. Ingolstadt, Erlangen, Rosenheim, Essen, Ludwigshafen, Hameln, Winterthur, Schaffhausen, Büren a. A., Bern
- Jährliche Teilnahme Große Kunstausstellung im Haus der Kunst München; Kunstverein Ingolstadt (1965), Pavillon im Alten Botanischen Garten.
- Ankäufe durch Bayerische Staatsgemäldesammlungen (Pinakothek der Moderne), Staatliche Graphische Sammlung, Städtische Galerie im Lenbachhaus München und die Stadt Ingolstadt, Städtische Sammlung

## Publikationen
- Wind, Wetter und oh weh! Eine Sage aus unserer Zeit. Text Molly Bareiss, Zeichnungen Ernst Graupner. Privatdruck, Druckerei Hans Hösl, München o. J. (ca. 1964)
- Katalog Ernst Graupner: Gemälde, Handzeichnungen, Hinterglasbilder. Canisiuskonvikt – Orbansaal Kunstverein Ingolstadt e.V., 1965[1]
- Katalog Annemarie Graupner: Bildteppiche, Ernst Graupner: Zeichnungen, Bilder. Städtische Galerie Rosenheim, 1986[2]
- Katalog Ausstellungsraum im Herzogskasten Ingolstadt und im Ignaz-Günther-Haus München. hrsg. v. Peter Volkwein, 1988